# Rechtswesen im antiken Rom

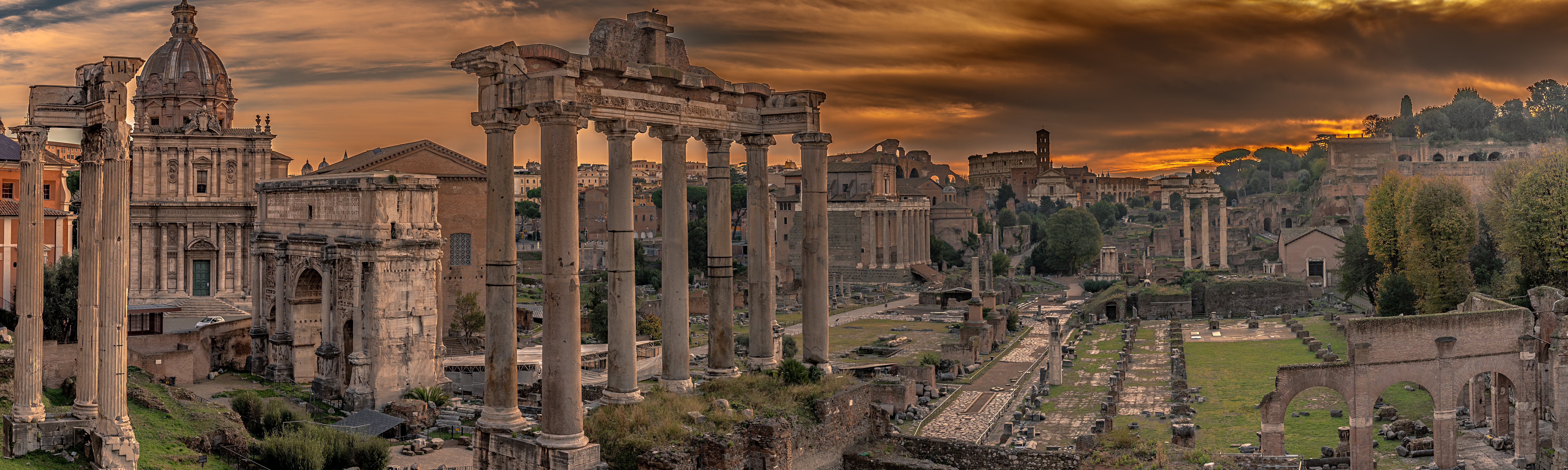
Das Forum Romanum

Das Rechtswesen im antiken Rom, ursprünglich geprägt durch rein gewohnheits- und sakralrechtliche Züge, erfuhr bereits in der frühen Republik mit dem Zwölftafelgesetz (lex duodecim tabularum) eine systematische Kodifikation des ius civile. Damit war der Zivilbevölkerung eine verbindliche, weil nachlesbare, Rechtsordnung gegeben. Intendiert war sie durch die gesellschaftliche Bereitschaft, willkürlichen Maßnahmen entgegenzuwirken und ein Prinzip der Rechtssicherheit zu etablieren. Insbesondere waren es die Ständekämpfe, die sich zwischen den Patriziern und Plebejern ereigneten, die zu diesem Ergebnis beitrugen und letztlich gesellschaftlich stabilisierten. Das Gesetzeswerk der XII Tafeln wurde um 450 v. Chr. verfasst. Im Rahmen eines nicht kodifizierten Staatsrechts (ius publicum), regelten straf- und privatrechtliche Normen das ius privatum. Das Zivilrecht war tief gegliedert und behandelte Rechtsmaterien um das Sachen-, Obligationen-, Erb- und Familienrecht. Außerdem regelten die XII Tafeln die Prozessmaterien gleich mit. 
In Abweichung zum bürgerlichen Rechtswesen basierte militärische Rechtsprechung nicht auf förmlichem Gesetz. Vergleichbar der Gewaltstellung des Familienoberhaupts gegenüber seinem Hausstand, beruhte die Legitimation des Feldherrn gegenüber seinen Soldaten weiterhin auf ungeschriebenem Gewohnheitsrecht. Das Rechtsverhältnis zwischen Rom und anderen Volksgruppen wurde durch das ius gentium gleichsam völkerrechtlich bestimmt. Neben den zwischenstaatlichen Rechtsbeziehungen wurde der bilaterale Handelsverkehr geregelt.

## Gewohnheits- und Sakralrecht
Die altrömische Rechtsprechung gründete sich auf unstrukturiertem Gewohnheits- und Sakralrecht. Dieses regelte zum einen religiöse Angelegenheiten, die die Bürgergemeinde tangierten und zum anderen profane private Rechtsstreitigkeiten, die im Streitfall in gerichtlichen Einzelfallentscheidungen mündeten. Die Rechtsfindung oblag dem König und einem Priesterkollegium, das dem königlichen Oberpriester in seinen Entscheidungen beratend zur Seite stand. Die auf religiösen und sittlichen Grundsätzen beruhende alte Rechtsprechung der römischen Königszeit entwickelte sich während der Römischen Republik kontinuierlich zu einer sachlich-juristisch interpretierten Jurisdiktion, die während der Kaiserzeit ihren Höhepunkt erreichte. Das archaische Sakralrechtswesen mit seinen Satzungen, Vorschriften und religiösen Verbrechenstatbeständen, wie dem Crimen incesti, verblieb in der Gerichtsbarkeit des Priesterkollegiums unter dem Vorsitz des Pontifex maximus.

## Zwölftafelgesetz

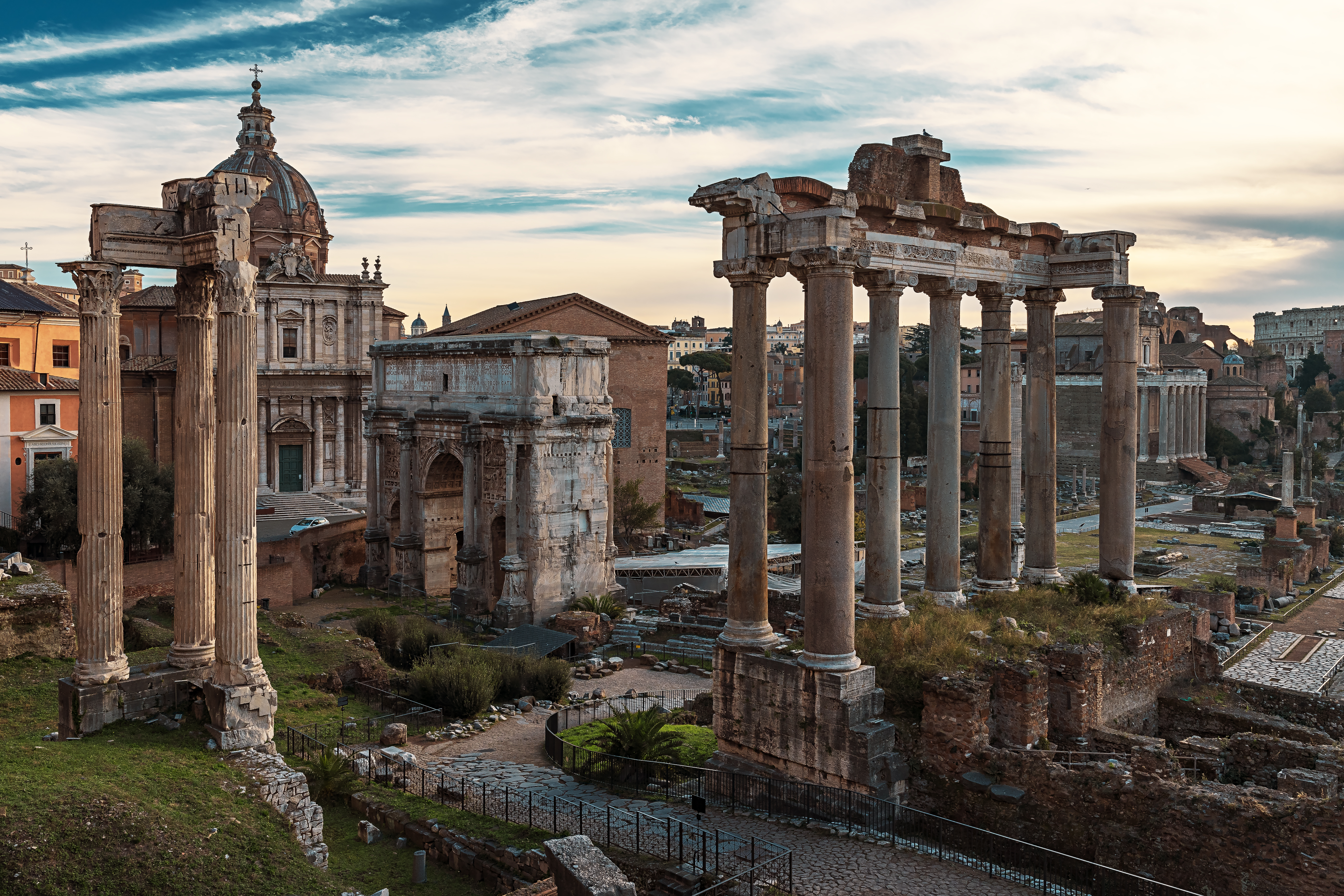
Mittig, zwischen dem Septimius-Severus-Bogen und dem Tempel des Saturn, ist die Rostra auf dem Forum Romanum platziert

Das Zwölftafelgesetz, auch das Grundgesetz Roms genannt, bildete den ersten Gesetzeskodex der alten Römer. Es trat etwa 450 v. Chr. in Kraft. Eine schriftliche Fixierung des Rechts war nötig geworden, weil bislang nur die adeligen Patrizier und die Priester mit den Rechtstraditionen vertraut waren. Die Priester galten als Hüter des Gesetzes, aber durch dessen willkürliche Auslegung konnte Gerechtigkeit (iustitia) nicht gewährleistet werden, insbesondere gegenüber den Plebejern, die bis zu den Standeskämpfen vor dem Senat kein Gehör fanden. Eine vom Senat beauftragte Zehnerkommission, die Decemviri Consulari Imperio Legibus Scribundis, reiste eigens nach Griechenland, um sich mit dem dortigen Rechtswesen zu befassen. Mitgebracht wurden Anregungen, die vermischt mit der eigenen Rechtstradition zu Gesetzen formuliert wurden. Verfolgt wurde das Ziel, dass jeder Bürger seine Rechte und Pflichten kennt. Das Regelwerk »Zwölftafelgesetz« wurde vermutlich auf zwölf Tafeln aus Holz oder Bronze niedergeschrieben. Diese wurden auf dem Forum Romanum an der Rostra aufgestellt, so dass sie jedem zugänglich waren. Die Tafeln mit den Gesetzen selbst sind vermutlich während der „Gallierkatastrophe“ nach der Schlacht an der Allia 387 v. Chr. zerstört worden. Durch überlieferte Zitate, Kommentare historischer Gelehrter, Politiker und Juristen wie Cicero, Festus, Gellius, Plinius dem Älteren und der klassischen Juristen Gaius und Ulpian lässt sich der Inhalt des Zwölftafelgesetzes jedoch rekonstruieren. Dabei können Regelwerke aus dem Zivil- und Strafrecht sowie dem allgemeinen Verwaltungsrecht, das Regeln über die öffentliche Sicherheit und Ordnung fixierte, zusammengetragen werden.
Im Laufe der Zeit wurden die Gesetze durch die regelmäßigen Edikte der Prätoren (= Verantwortliche für das Gerichtswesen) bei ihrem Amtsantritt ergänzt, z. B. das edictum perpetuum des praetor urbanus. Die jährlich nachfolgenden Magistrate konnten diese Verfügungen ihrer Amtsvorgänger übernehmen, abändern oder erweitern. Hieraus entwickelte sich neben dem Gewohnheits- und Gesetzesrecht (ius civile) das prätorische Recht (ius praetorium).
Nach dem Ende der Republik kamen zu den erwähnten Rechtsquellen noch die juristischen Senatsgutachten (senatus consulta) und insbesondere die Kaiserkonstitutionen (Reden und Edikte des Kaisers, Reskripte, Dekrete und juristische Briefe des Kaisers) hinzu.

## Zivilrecht und privates Strafrecht
→ Siehe auch: Römisches Straf- und Strafverfahrensrecht

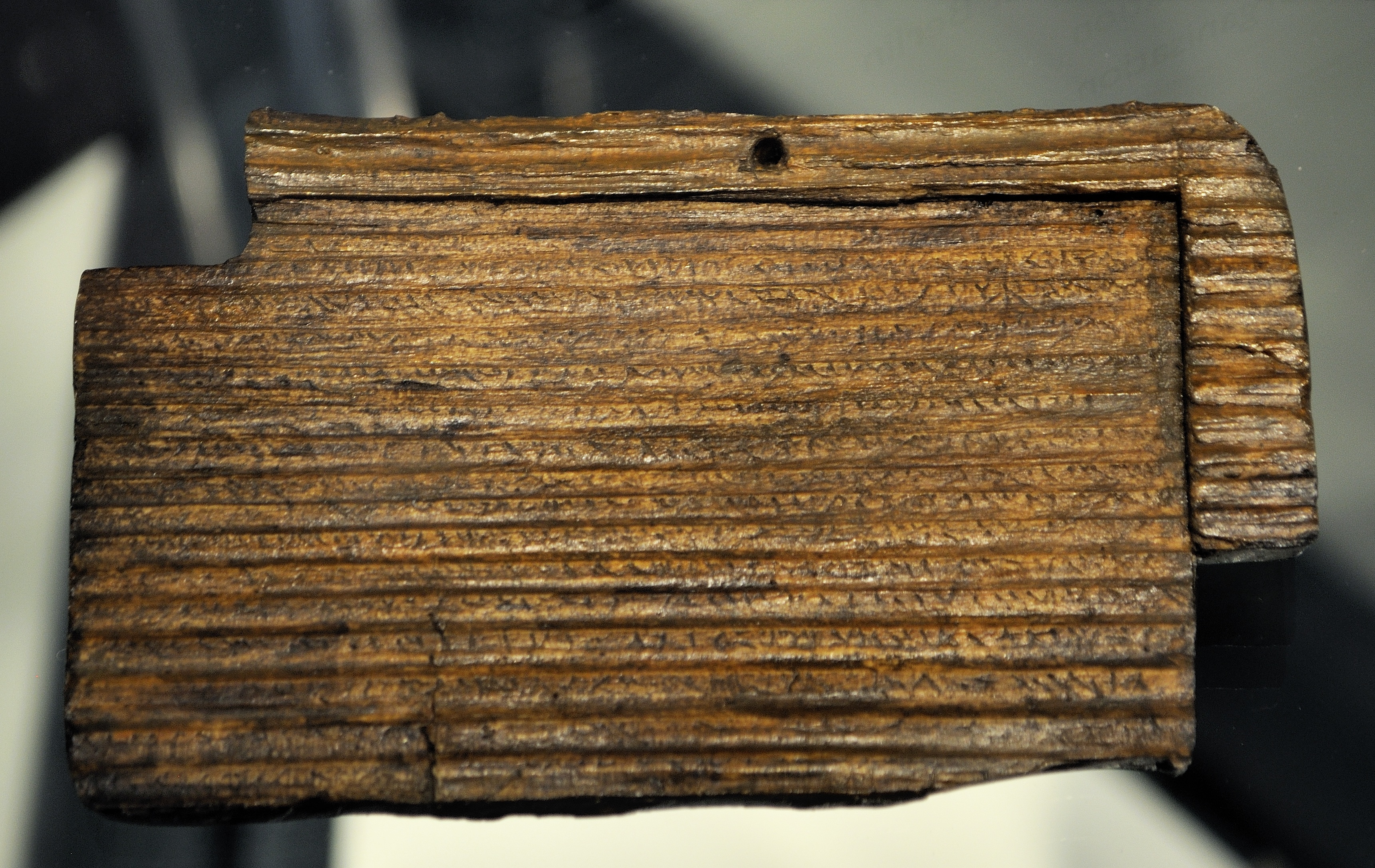
Gerichtsakte vom 4. August 186 n. Chr. zu einem in Arae Flaviae (Rottweil) verhandelten Prozess, bei dem ein Geschäftsmann finanzielle Rechtsansprüche gegenüber Dritten geltend machte. Als Richter trat der spätere Suffektkonsul und Senator Marcus Iuventius Caesianus, damals Legionslegat der Legio VIII Augusta, auf. (Kopie)

Das römische Privatrecht wurde in Obligationenrecht, Sachenrecht, Familien- und Erbrecht unterteilt. Das Obligationenrecht regelte das Recht der Schuldverhältnisse. Die Obligation regelte wie im heutigen Schuldrecht das synallagmatische Verhältnis zwischen Gläubiger (creditor) und Schuldner (debitor). Nach der damals herrschenden Rechtsmeinung römischer Juristen entstanden solche obligatorischen Rechte entweder durch ein Versprechen (promissio) oder einen Vertrag (contractu), deren Einhaltung auf gerichtlichem Weg erzwungen werden konnte. Eine solche Verpflichtung (Deliktsobligation) konnte auch durch ein Vergehen (delicto) entstehen, indem Rechtsgüter wie Eigentum, Ehre, Willensentschließungsfreiheit oder körperliche Unversehrtheit durch eine rechtswidrige Handlung verletzt wurden. Im Zivilrecht wurden die Obligationen in grundverschiedene Tatbestandskategorien unterteilt:
- Diebstahl (furtum)[8]
- Raub (rapina)
- Sachbeschädigung (damnum iniuria datum)
- Ehren- und Körperverletzung (iniuria)[9]
- Bedrohung (vis metusve)
- Arglistige Täuschung (dolus malus)[10]

Eine natürliche Person konnte sich im Rahmen eines Schuldverhältnisses verpflichten, indem sie ein Darlehen aufnahm. Dieses wurde in der Regel mittels Bestellung einer Sicherheit auf bestehenden Grundbesitz (Hypothek) gesichert oder durch Übergabe wertvoller beweglicher Sachen als Sicherheit. Daneben haftete der Schuldner zeitweise auch mit seiner persönlichen Freiheit. So konnte er neben einer Inhaftierung auch für Zwangsarbeit zur Ableistung seiner Schuld herangezogen werden. Diese aus dem Privatrecht herführende Rechtsfolge traf zumindest den säumigen Schuldner, welcher durch seine persönliche Verpfändung (nexum) aller Bürgerrechte verlustig gehen und als Sklave ins Ausland verkauft (Trans tiberim) werden konnte.
Im Zusammenhang mit dem Zivilprozessrecht ist ein Gerichtsfall aus dem 2. Jahrhundert n. Chr. belegt, der dessen Anwendung und Praxis verdeutlicht. In sachlicher Hinsicht erhob ein Gläubiger Klage, weil er ein Darlehen ausgezahlt hatte, das ihm bei Fälligkeit vom Schuldner nicht zurückerstattet worden war. Der Gläubiger hatte jedoch das Problem, die Zahlung des Kredites nicht beweisen zu können, weil weder ein schriftlicher Vertrag vorlag, noch seine Rechnungsbücher (tabulis) entsprechenden Eintrag vorwiesen noch letztlich Zeugen (testibus) zum Beweis zur Verfügung standen. Das Leistungsversprechen lag insoweit in einer bloßen mündlichen Vereinbarung. Zwar besaß der Gläubiger einen hervorragenden Leumund (ferme bonus), wohingegen der des Schuldner als schändlich und von lasterhaftem Lebenswandel geprägt galt. Vorangegangene, ähnlich gelagerte Delikte ließen die Verpflichtungsfrage als bloße Makulatur erscheinen. Als er aber vom Prätor verlangte, dass Beweismittel wie der zugrundeliegende Darlehenseintrag (expensi latione), ein besiegelter Schuldschein (tabularum obsignatione) vorgelegt würden, aber nicht beigebracht werden konnten, entschied das Gericht, trotz großer Bedenken, „im Zweifel für den Beklagten“ (in dubio pro reo), was zum Freispruch führte.
Das Sachenrecht beruhte auf dem noch heute gültigen Prinzip des Erwerbs vom (Nicht-)Berechtigten. Unterschieden wurde bereits zwischen Übereignungen kraft bloßen Besitzes (possessio) und Übereignungen kraft Eigentums (dominium). Eigentumsrechte an Sachen, Sklaven (instrumenti genus vocale) wurden darunter subsumiert, erlangte man durch Erwerb oder kraft Erbschaft.
Das Familienrecht regelte gesetzlich neben dem Eherecht, die väterliche Gewalt sowie die durch Blutsverwandtschaft und Heirat entstandenen Verwandtschaftsverhältnisse. Hierauf basierend wurde die Einrichtung der Vormundschaft (tutela) begründet, wodurch eine handlungsfähige Person (tutor) die Rechts- und Vermögensangelegenheiten einer handlungsunfähigen Person wahrnehmen konnte.
Das Erbrecht legte fest, dass neben den gesetzlichen Erben auch solche Personen bedacht werden mussten, die der Erblasser nach billigem Ermessen hätte entlohnen müssen. Mit dem Erbantritt wurden neben Besitz und Eigentum auch alle Verbindlichkeiten des Erblassers übernommen. Ein schriftliches Testament wurde nach herrschendem Recht als authentisch anerkannt, wenn es mit dem Siegel von mindestens sieben Zeugen versehen war.

## Öffentliches Strafrecht

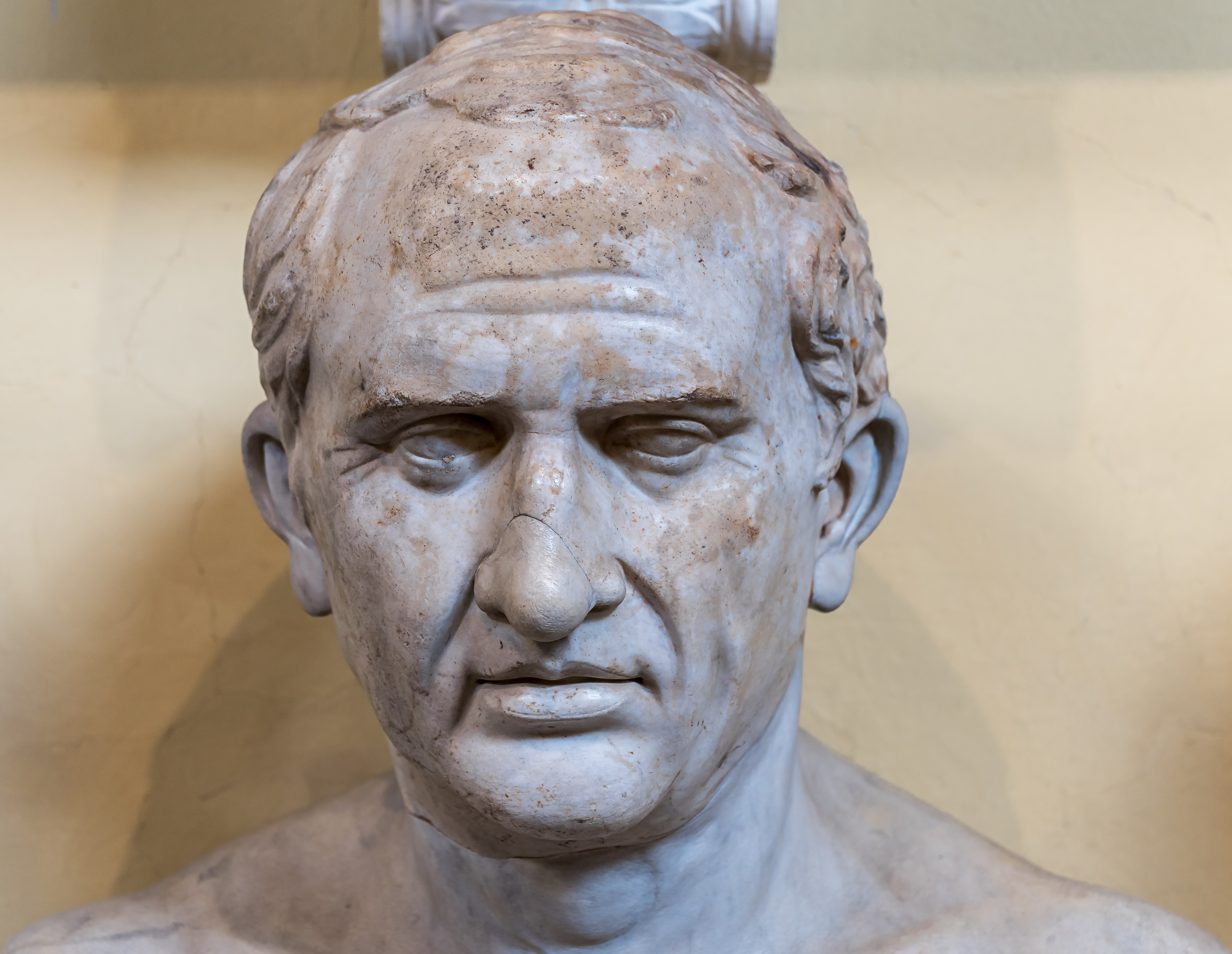
Porträt des Cicero, gefunden in der Villa der Quintilier, ausgestellt in den Vatikanischen Museen

Das römische Strafrecht befasste sich mit Hochverrat (perduellio), Überschreitung der Amtsgewalt (maiestas laesa), Unterschlagung öffentlicher Gelder (peculatus), Amtserschleichung (ambitus), Gewalttätigkeit (vis), Unzucht (incestum), Mord (parricidium), Münzen- und Urkundenfälschung sowie Meineid (falsum) und Tempelraub (sacrilegium). Ein besonderer Tatbestand des Amtsmissbrauchs war die Ausbeutung und Erpressung von Provinzen (pecuniae repetundae).
Das Strafverfahren wurde in der Regel durch Anzeige (nominis delatio) des Geschädigten eingeleitet. Anzeige konnte jedoch jeder Bürger erstatten, ohne selbst betroffen oder geschädigt zu sein. Da der römischen Rechtsordnung die Institution einer Staatsanwaltschaft als Strafverfolgungsbehörde unbekannt war, wurden die Anklage (actio) und deren Vertretung vor Gericht durch den anzeigenden Bürger selbst, bzw. durch den von ihm beauftragten Rechtsanwalt wahrgenommen. Bei einer Sammelklage, durch mehrere Ankläger, wurde mittels einer Voruntersuchung seitens des zuständigen Gerichtshofs der Hauptankläger (accusator) bestimmt.
Die Rechtsprechung erfolgte von 509 bis 366 v. Chr. durch die Konsuln. Später übernahmen die jährlich zu wählenden Prätoren die Judikation und auch den Vorsitz der jeweiligen Geschworenengerichte (quaestiones perpetuae), die seit 149 v. Chr. als Organ der Rechtspflege etabliert worden waren. Die Prätoren übten ihr Amt unabhängig voneinander aus und stellten so im Gegensatz zum Konsulat keine kollegiale Behörde dar. Ranghöchster Prätor war derjenige, welcher für die Rechtsfälle römischer Bürger zuständig war (praetor urbanus). Streitigkeiten zwischen Römern und Fremden, sowie von Fremden untereinander regelte der praetor peregrinus. Alljährlich wurde eine Liste von Geschworenen erstellt (album iudicum), aus welcher der Prätor für jeden Prozess die benötigte Kopfzahl auswählte und beeidete. Der Zuständigkeitsbereich der Geschworenengerichte wurde nach Deliktstypen und -tatbeständen abgegrenzt, beispielsweise Mord oder Amtsmissbrauch/Erpressung.
Einen populären Fall des Amtsmissbrauchs stellt der Prozess des Cicero gegen Gaius Verres dar. Gaius Verres war in den Jahren 73–71 v. Chr. Gouverneur in Sizilien. Er beutete diese Provinz dermaßen zu seiner persönlichen Bereicherung aus, dass sich Gesandte nach Beendigung seiner Amtszeit in Rom einfanden, um dort Strafklage wegen Erpressung gegen ihn einzureichen. Nach dem geltenden Recht mussten sich die ausländischen Ankläger eines römischen Anwalts bedienen, um ihre Sache vor dem Geschworenengericht einbringen zu können. Die Gesandtschaft betraute Cicero mit ihrem Ansinnen. Dieser nahm die Sache an und musste sich zuerst einer von der Gegenpartei initiierten Voruntersuchung stellen, um die Anklage vor dem Geschworenengericht als Hauptankläger überhaupt vertreten zu können. Die Anklage verzögerte sich deshalb um mehrere Monate, die der Prozessgegner durch die anstehenden Neuwahlen ihm geneigter Prätoren zu seinem Vorteil auszunutzen gedachte. Cicero sammelte indes eine solche Fülle von unwiderlegbaren Zeugen- und Sachbeweisen, dass es der Gegenseite trotz der verschiedensten politischen Winkelzüge und ausgeklügelten Prozessverschleppungstaktiken letztendlich nicht gelang, einer Überführung vor dem Gericht in einem Repetundenverfahren (Rückforderungsprozeß) zu entgehen. Verres selbst war, was ihm nach geltendem Recht bis zu seiner Verurteilung freistand, ins Exil nach Massilia (Marseille) entflohen.

## Prozessordnung
Die Prozessordnungsunterteilung (formula) war abhängig von der Art des Delikts. Handelte es sich um ein Vergehen im strafrechtlichen Sinne, also um ein auch die Allgemeinheit (delicta publica) schädigendes Delikt, so wurde die strafprozessuale Verfahrensweise angewandt. Wurde hingegen das Rechtsgut, welches im Privatrecht aufgeführt war, eines einzelnen Privatmannes verletzt (delicta privata), fand die Zivilprozessordnung Anwendung.

### Strafprozessordnung
Der Kläger (actor) hatte den von ihm zu begründenden Sachverhalt dem Prätor darzulegen. Nach entsprechender Überprüfung der dargelegten Fakten ließ dieser die Klage im Anschluss und Beisein des vorgeführten Beklagten wiederholen (nominis delatio). Die Anklage wurde hierauf in eine Prozessliste (nominis receptio) aufgenommen. Das ordentliche Verfahren wurde mit dem Verhör des Beklagten (interrogatio) durch den Prätor eröffnet. Erbrachte das Verhör keinen Unschuldsbeweis oder keinen Rechtfertigungsgrund für den Beklagten, wurde ein Gerichtstermin (diem dicere) angesetzt, an dem die Untersuchung (cognitio) vor dem Richter stattfand. Blieb der Angeklagte dem Termin unentschuldigt fern, wurde er in Abwesenheit verurteilt. Das ungerechtfertigte Fernbleiben wurde als Schuldeingeständnis (contumaciam) bewertet.
Erschienen beide Parteien, wurde das Gerichtsverfahren durch die Erstrede des Klägers oder seines Vertreters eröffnet. Hierauf wurde das Wort dem Angeklagten bzw. seinem Anwalt (patroni) zuteil. Im Anschluss hatten die Prozessgegner die Möglichkeit, sich gegenseitig zur Sache auszufragen (altercatio). Danach wurde das Beweisverfahren (probatio) aufgenommen. Als Beweise anerkannt waren Personenbeweise in Form eidlicher Zeugenaussagen und Tätereinlassungen durch Geständnisse, wie Sachbeweise in Form von Urkunden und Gegenständen. Zeugen konnten in der Strafprozessordnung zur Aussage gezwungen werden (testimonii denuntiatio). Körperliche Gewalt zu einer Aussageerzwingung erfuhren im Rahmen der gerichtlichen Ermittlung Sklaven (servi) und Freigelassene (liberti) mittels der als Zwangsmittel zugelassenen Folter (eculeus).
Nach Abschluss des Beweisverfahrens entschieden die Geschworenen ohne vorherige Beratung über Schuld oder Unschuld des Angeklagten (in consilium). Hierzu wurden Stimmtafeln verwendet, auf denen die Buchstaben C („condemno“) für Verurteilung und A („absolvo“) für Freispruch aufgetragen waren. Der Geschworene entfernte vor der Abgabe der Tafel für seinen Urteilsspruch den jeweiligen Buchstaben. Wurden beide Buchstaben entfernt, bedeutete dies eine Stimmenthaltung (non liquet) und bei Mehrheit der Stimmenthaltungen in letzter Konsequenz im Zweifel für den Angeklagten. Nach Auszählung der Stimmen erfolgte durch den Vorsitzenden der Urteilsspruch (pronuntiare). Die Vollstreckung des Urteils konnte sofort erfolgen. Die Anrufung einer höheren Gerichtsbarkeit in Form einer Berufungsinstanz war den Römern unbekannt.
Einem zum Tode verurteilten Bürger stand das Rechtsmittel der Herbeiführung eines Volksentscheids (provocare) nicht zur Verfügung. Dieses kam nur dann zur Anwendung, wenn der Betroffene ohne ein vorausgegangenes Gerichtsverfahren von einem Magistraten kraft seiner exekutiven Amtsgewalt mit dem Tod, oder einer empfindlichen Körperstrafe bedroht wurde. In Krisenzeiten war dieser Rechtsschutz jedoch grundsätzlich ausgeschlossen.

### Zivilprozessordnung

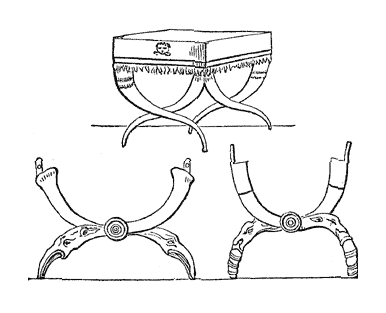
Kurulischer Stuhl, schematische Darstellung

Anders als im Strafverfahren musste der Kläger im Zivilprozess zunächst selbst dafür Sorge tragen, dass der Beklagte mit ihm vor dem Prätor erschien, indem er diesen hierzu aufforderte (in ius vocare). Weigerte sich der Beklagte Folge zu leisten, konnte der Kläger andere Anwesende ersuchen, mit ihm vor den Prätor zu treten, um die korrekte, aber erfolglose Vorladung zu bezeugen. War dies geschehen, wurde dem Kläger das Recht zugesprochen, den Beklagten notfalls mit Gewalt vor den Prätor zu führen (in ius rapere). Konnte der Kläger des Beklagten nicht habhaft werden, da dieser sich nachweislich in seinem Haus verbarg oder verschanzte, wurde der Beklagte nun formell durch den Prätor vorgeladen. Genau wie im Strafprozess wurde der Beklagte dann bei Nichterscheinen in contumaciam verurteilt. Erschienen beide Parteien vor dem Prätor, prüfte dieser die Argumente und legte den Kontrahenten das Verzeichnis der zuständigen Richter vor. Man einigte sich über den Richter (iudex) und der weitere Prozessverlauf war dem des Strafverfahrens ähnlich. Auch hier war das gefällte Urteil unabänderlich.

## Öffentlichkeitsgrundsatz
Die zum Urteil führende Verhandlung des Geschworenengerichts wurde mündlich und öffentlich auf dem Forum abgehalten. Dort standen halbkreisförmige Tribünen (tribunalia), auf denen sich die Prozessbeteiligten versammelten. Der dem Gericht vorsitzende Prätor saß auf dem kurulischen Stuhl (sella curulis); die Geschworenen nahmen auf Bänken (subsellia) Platz.

## Strafformen
Die zu verhängenden Strafen im repressiven Verfahren waren gesetzlich explizit festgelegt.
Das Strafmaß bestand in Geldbußen (multae) sowie der Ächtung, welche mit dem Einziehen des privaten Vermögens und dem Verlust des Bürgerrechts einherging (aquae et ignis interdictio). Außerdem konnte der Verurteilte verbannt werden (exilium). Dies bedeutete neben dem Verlust des Bürgerrechts gleichzeitig den Verlust des Privatvermögens, gestattete jedoch die freie Wahl des Aufenthaltsortes außerhalb Italiens. Das „freiwillige Exil“ konnte von dem Angeklagten auch legal vor seiner Verurteilung angetreten werden. Eine mildere Form der Verbannung stellte die Verweisung (relegatio) dar. Hierbei konnte dem Verurteilten zwar der Wohnort auch in Ausnahmefällen diktiert werden, ihm verblieben allerdings sein Vermögen und die Bürgerrechte. Die schärfste Form der Verweisung stellte die deportatio dar. Hier wurde der Adressat unter Aufsicht und unter Verlust des Bürgerrechts, sowie der Konfiskation seines Vermögens zu einer bestimmten Örtlichkeit deportiert.
Die härteste Form der Ahndung bestand in der Todesstrafe, die gewöhnlich durch die Enthauptung mit dem Beil (securi percuti) vollstreckt wurde. Ältere Formen der Todesstrafe stellten das Herabstürzen vom Tarpeischen Felsen und das Hängen (infelici arbori suspendi) dar. Die Kreuzigung als Todesstrafe wurde bei Sklaven und bei Freien ohne römisches Bürgerrecht angewandt. Außerdem war das Erdrosseln der Verurteilten im Gefängnis (laqueo gulam frangere) Brauch. In der Kaiserzeit wurden die Todesstrafen auch bevorzugt in Gestalt von Zirkusspielen wie beispielsweise das Antreten gegen wilde Tiere (condemnatio ad bestias) oder als Kampf zwischen den Verurteilten bis zum Tod aller Delinquenten ausgesprochen (condemnatio ad ferrum).
Zeitlich begrenzte Haftstrafen in Gefängnissen wie im heutigen Strafvollzug üblich waren nicht gebräuchlich. In der späten Republik kam jedoch die lebenslange oder auf Zeit bestimmte Zwangsarbeit in Kupfer- oder Silberbergwerken (condemnatio ad metalla), Steinbrüchen und in Salzwerken als mögliche Strafform hinzu.

## Militärrecht
Der römische Bürger im Militärdienst (milites) unterlag der schrankenlosen Disziplinar- und Strafgewalt (imperium militiae) seines Feldherrn. Lange Zeit existierten weder ein geschriebenes Gesetz noch eine rechtsverbindliche Verfahrensform. Das Provokationsrecht war in der Militärgerichtsbarkeit grundsätzlich ausgeschaltet. Im Militärprozess waren die Anklage und das Richteramt in der Person des Feldherrn vereint. Nach dem Ende der Republik ging die oberste Militärgerichtshoheit im Prinzipat auf. Der Imperator stattete die ihm untergebenen Amtsträger mit entsprechenden Vollmachten aus, damit diese die Militärgerichtsbarkeit im stehenden Heer sowie in der sich auf einem Feldzug befindenden Armee ausüben konnten. Das Militärrechtswesen im antiken Rom wurde in der Severerzeit zwar reformiert, wobei auch ein Militärgesetz kodifiziert wurde. Die grundsätzliche Ermessensfreiheit des Feldherrn in der Straf- und Disziplinargewalt hat man damit jedoch nicht bedeutend eingeschränkt.

## Völkerrecht
Durch die sich im Laufe der Zeit entwickelnden Verbindungen Roms zu anderen Volksgruppen und Staaten ergab sich die Notwendigkeit, die Beziehungen durch Verträge und Abkommen zu regeln. Der für auswärtige Rechtsangelegenheiten zuständige Prätor erhielt die Vollmacht, römisches Recht in Einklang mit dem fremden Rechtswesen zu bringen. Hieraus entwickelten sich allmählich die Grundlagen für ein Völkerrecht.
Normiert wurden hier u. a. bestimmte Übereinkommen wie der Schutz des Handelsverkehrs und die Immunität diplomatischer Vertreter (legati). Einen besonderen Stellenwert erfuhren im Völkerrecht die Bestimmungen über Krieg und Frieden. Die Kriegserklärung an ein Volk wurde unter Einhaltung bestimmter Formeln eröffnet. Der Gegner wurde somit zum Feind (hostis) erklärt, woraus dem römischen Volk das Recht erwuchs, jedes im Krieg besiegte Volk zu versklaven, das Territorium zu annektieren und das Vermögen der römischen Staatskasse einzuverleiben. Auch wurde der Krieg unter Einhaltung bestimmter Formeln beendet und der Friede geschlossen.
Caesars Feldzug in Gallien wurde von der herrschenden Rechtsauffassung in Rom als Rechtsbruch gegen das Völkerrecht angesehen, da dieser willkürlich, ohne rechtliche Legitimation geführt worden war. Hierzu und zum Vorwurf der Überschreitung seiner Amtsgewalt sollte sich Cäsar nach Ablauf seines Imperiums in Rom und der damit einhergehenden Beendigung seiner Immunität vor Gericht verantworten. Der eskalierende Konflikt leitete den Zusammenbruch der Römischen Republik sowie eine Reformation des Rechtswesens ein, da die alten Geschworenengerichte durch die neuen Gerichtshöfe der Kaiser verdrängt wurden.